# Gulaskjeret
Ne doit pas être confondu avec Gulaskjeret (Bergen), Gulaskjeret (Lindås) ou Gulaskjeret (Bjørnafjorden).
Gulaskjeret est une île norvégienne dans le comté de Hordaland. Elle appartient administrativement à Austevoll.

## Géographie
Rocheuse et désertique, à fleur d'eau, elle s'étend sur environ 62 m de longueur pour une largeur approximative de 52 m.